# Stijn van Tilburg
Stijn van Tilburg (* 7. April 1996 in Amsterdam) ist ein niederländischer Volleyballspieler.

## Karriere
Van Tilburg wurde am Beekdal Lyceum in Arnhem und der Radboud-Universität Nijmegen ausgebildet. Er wurde in diverse Nachwuchs-Nationalmannschaften seines Landes berufen. In der Saison 2014/15 spielte er mit dem Talentteam Papendal in der ersten niederländischen Liga. Anschließend studierte er an der University of Hawaiʻi at Mānoa und spielte aktiv in der Universitätsmannschaft. 2019 erreichte er mit dem Team das nationale Finale. Im Sommer 2019 gehörte er zum erweiterten Kader der A-Nationalmannschaft. Nach dem Studium ging der Außenangreifer nach Italien und spielte dort für den Erstligisten Globo BP Frusinate Sora. 2020 wechselte er zum deutschen Bundesligisten Helios Grizzlys Giesen.